# Böhla (Priestewitz)
Böhla ist ein Ortsteil der Gemeinde Priestewitz im Landkreis Meißen in Sachsen.

## Geografie und Verkehrsanbindung
Der eine Fläche von 315 Hektar umfassende Ort liegt etwa vier Kilometer südöstlich des Kernortes Priestewitz an der Kreisstraße 8552. Westlich des Ortes verläuft die Bahnstrecke Leipzig–Dresden und im Osten wird die Gemarkung von der Bahnstrecke Berlin–Dresden tangiert. Nördlich sind beide Strecken durch die Bahnstrecke Weißig–Böhla verbunden. Die B 101 verläuft westlich. Eine Buslinie verbindet Böhla unter anderem mit Priestewitz und Großenhain.
Der Bierlichtbach, ein Zufluss des Hopfenbaches, durchfließt die Ortslage. In diesen mündet im Süden Böhlas der Pferdebach.

## Geschichte

### Erste urkundliche Erwähnung und Ortsname
Eine erste urkundliche Erwähnung fand der Ort im Jahre 1300 als Boile. Der Ortsname wird als „Siedlung mit vielen Pflanzen“ oder „Siedlung eines Bojl“ gedeutet. Weitere Formen des Ortsnamens waren im Laufe der Zeit laut dem Digitalen Historischen Ortsverzeichnis von Sachsen (HOV) des Instituts für Sächsische Geschichte und Volkskunde (ISGV): Boyle (1378), Bowle (1406), Boͤle (1462), Bole (1540), Bohle (1551), Boͤhla und schließlich Böhla im Jahre 1875.

### Weitere Entwicklung

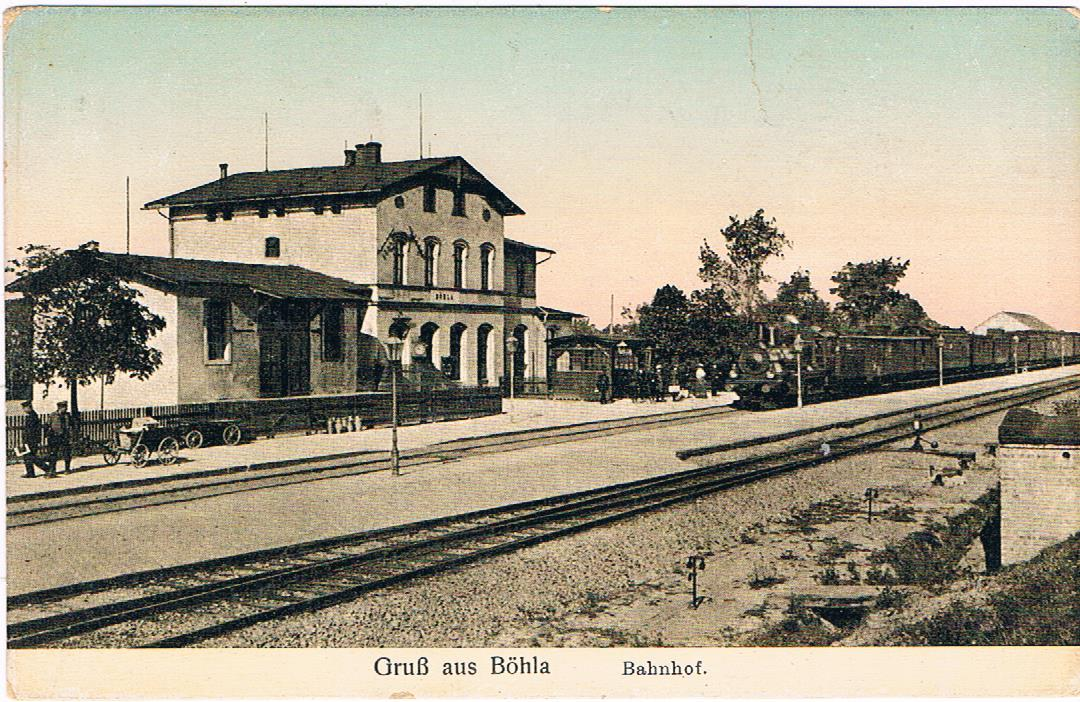
Der Bahnhof Böhla um 1920

Angelegt wurde der Ort ursprünglich als Platz- und Zeilendorf mit Gewanneflur. Im Laufe der Jahrhunderte gab es einige Besitzerwechsel. Im Jahre 1378 gehörte der Ort zur Burg Hayn. Um 1406 zahlte er Landbete nach Hayn. Zu jener Zeit umfasste er bereits 18 Hufen und einen Garten Land. In der Mitte des 16. Jahrhunderts war das Dorf geteilt. Je sechs Hufen gehörten  der Meißner Fürstenschule und dem Meißner Schulamt. Eine Hufe gehörte dem Meißner Dompropst. Ende des 16. Jahrhunderts besaß auch das Amt Meißen Anteile am Dorf und ab 1843 wurde Böhla Amtsdorf von Großenhain. Zu jener Zeit umfasste der Ort unter anderem eine Windmühle, ein Gemeindehaus und 136 Einwohner. Ansässig waren ein Schmied, ein Lein- und Zwillichweber, ein Schumacher und ein Zimmermann. Eingepfarrt war und ist der Ort seit der Reformation nach Wantewitz.
Ab 1872 baute die gegründete Berlin-Dresdener Eisenbahn-Gesellschaft eine Verbindung zwischen Dresden und Berlin über Elsterwerda. Diese Berlin-Dresdner Bahn führte durch die östliche Gemarkung des Ortes und erhielt etwa einen Kilometer nordöstlich des Ortskerns den Bahnhof Böhla und wurde am 17. Juni 1875 eröffnet. Um diesen Bahnhof entwickelte sich in der Folgezeit eine kleine Eisenbahnersiedlung, die als Böhla Bahnhof bezeichnet wird und inzwischen ebenfalls ein Ortsteil von Priestewitz ist. Im Jahr 2002 wurde der Bahnhof für den Personenverkehr geschlossen.
Am 1. Januar 1950 wurden die bisher eigenständigen Gemeinden Böhla und Geißlitz nach Baßlitz eingegliedert. Seit dem 1. Januar 1999 gehört Baßlitz zur Gemeinde Priestewitz.

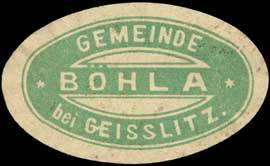
Alte Siegelmarke von Böhla (datiert zwischen 1850 und 1923)

## Kultur und Sehenswürdigkeiten
Geprägt wird die innere Ortslage von Böhla von offenen Dreiseitenhöfen.
In der örtlichen Denkmalliste sind mehrere historische Denkmäler und Gebäude verzeichnet. Unter Denkmalschutz stehen hier eine historische Steinbogenbrücke über die Eisenbahnstrecke Dresden–Berlin aus dem 19. Jahrhundert sowie ein ebenfalls aus dem 19. Jahrhundert stammender Wegestein in Form eines 1,20 m hohen Sandsteinkubus.
Im einstigen Ortsteil Böhla Bahnhof stehen zwei weitere Gebäude unter Denkmalschutz, welche zum inzwischen geschlossenen einstigen Bahnhofskomplex gehören.

## Persönlichkeiten
- Ruthardt Oehme (1901–1987), Geograph, Kartograph und Bibliothekar